# Добро пожаловать в джунгли
«Добро пожаловать в джунгли» (англ. Welcome to the Jungle) — комедия Роба Мелцера с участием Жан-Клода Ван Дамма (для которого фильм стал дебютом в полноценной комедийной роли), Адама Броди, Роба Хюбела, Кристен Шааль, Меган Бун и Денниса Хэйсберта, снятая по сценарию Джеффа Кауффманна в Пуэрто-Рико. В апреле 2013 года состоялся закрытый тестовый показ на кинофестивале в Ньюпорт-Бич, где комедия удостоилась награды в номинации «Лучший актёрский ансамбль». Выход в прокат США состоялся 7 февраля 2014 года.

## Сюжет
Крис - простой офисный клерк, работающий в отделе по дизайну туалетной бумаги. Он без памяти влюблён в сотрудницу по имени Лиза, а более опытный и старший в должности товарищ Фил крадёт его идеи, чтобы завоевать уважение начальства, которое не верит Крису, когда тот сообщает, что Фил своровал его идею. В это же время начальство решило устроить для сотрудников команднообразовательный семинар на тропическом острове, для чего был приглашён опытный военный по имени Шторм, который презентует себя и назначает сбор на шесть утра следующего дня.
Собравшись в назначенное время в аэропорту, команда улетает на старом самолёте под пилотированием старого Бадди на небольшой остров в неизвестном направлении. Там они проводят день под истории и нравоучения Шторма. На следующий день Шторм устраивает для офисного планктона испытания, завязав им глаза и связав ноги, попутно расставив имитацию мин для пущего эффекта. Он сообщает, что рядом тигр, включая запись его рыка. Крис снимает повязку с глаз, и сообщает, что тигра нет. Шторм тут же взрывает снаряды, что побуждает Криса и остальных всё же бежать вперёд. Команда Фила и Троя побеждает в этом забеге, за что Фил получает кубок.
Чуть позже Крис идёт по нужде, где находит мертвого пилота. Он говорит об этом в лагере, и люди паникуют, однако Шторм успокаивает их, говоря, что сам поведет самолёт. Бренда сообщает, что в десяти метрах от палаток видела тигра, подвергая людей новой панике. Шторм идёт вперёд, чтобы доказать обратное. Он доходит до обрыва у моря и разводит руками, показывая, что никакого тигра нет и в помине. В это время тигр нападает на него сбоку и завязывается борьба между военным и хищником. Офисные работники просто стоят рядом, не зная, что предпринять. Шторму удаётся сбросить тигра и он пытается его успокоить, но подвергается повторному нападению. На вопрос "что делать?", Шторм отвечает, что тигру необходимо вставить палец в анус, но никто не горит желанием этого делать.
Шторм снова скидывает тигра и тот убегает. Вояка встает на ноги, но при этом он сильно ранен зубами и когтями хищника. Тигр возвращается и нападает снова, падая вместе со Штормом с обрыва в море.
Команда в панике, они не знают что делать, в довесок ко всему, Бренду кусает змея. Тем не менее Крис, будучи в юном возрасте скаутом, кое-что запомнил из уроков, и смог определить, что змея не ядовита, а также облегчить боль Бренды лекарственными растениями. Его товарищи восхищены и просят научить их этому. Фил, ревнуя, желает возглавить команду сам, но получает отказ, поскольку все, кроме Троя, голосуют за лидерство Криса. Фил и Трой уходят.
Крис организует работу в лагере, они собирают провиант и разжигают сигнальный костёр. В это время возвращается Фил с трупом животного и термосом кофе. Он сообщает, что принёс мясо, которому собранные орехи не годятся и в подмётки. Трой заявляет, что лично убил животное, однако видно, что труп давно гниёт и лежал минимум пару недель. Весь лагерь, исключая Бренду, Джареда и Лизу, переходит на сторону Фила. Трой подсыпает в кофе какой-то наркотик, который дурманит людей. Они устраивают оргию и мажутся грязью. Крис и его трое друзей уходят, а на утро обнаруживают, что Фил объявил себя королём. Бывшие товарищи ругаются и четвёрка уходит на другую сторону острова.
Ночью между Крисом и Лизой происходит душевный разговор, который сближает их. Вышедшая в туалет Бренда будоражит всех своим криком - она обнаружила раненого Шторма. Выясняется, что он совсем не крутой и даже не военный, но всю жизнь мечтал им быть. Шторм показывает компании место, где он отлёживался - старое бомбоубежище. Ребята обнаруживают внутри сигнальный пистолет, лампу и радио. Джаред, понимающий немного в радио, и пытавшийся ранее починить его в самолёте, говорит, что если взять радио из самолёта и спаять с радио из бомбоубежища, то получится рабочий аппарат. В это время Крис хочет зашить рану Шторма, но тот ужасно боится игл и постоянно кричит и вздрагивает при промытии раны, в которой начался сепсис.
Крис желает забрать радио из самолёта и идёт на переговоры с Филом. Но у него ничего не выходит - люди, накаченные наркотиком, видят в Филе божество, поклоняются его статуе и вообще ведут себя странно. Фил изгоняет "Чужака", из-за чего тот решает выкрасть заветное радио. Крис, Лиза, Бренда, Джаред и Шторм совершают ночную вылазку и, обезвредив охранников, залетают в самолёт, чтобы выкрутить радио. Однако, один из охранников приходит в себя и бежит в лагерь за подмогой. Всё новообразованное племя бежит за воришками, которые успевают забрать радио и добежать до бомбоубежища, но при этом забывают Шторма в кустах у самолёта. Джаред собирает радио и отправляет сигнал бедствия.
Крис возвращается за Штормом, но по дороге путается в лиане и падает головой на камень, теряя сознание. В это время офисные клерки, ставшие дикарями, берут в плен его товарищей. Утром Фил начинает над ними суд, племя выносит вердикт - убить. Лизу, однако, вождь оставляет жить, сделав её своей женой. Первым казнят Джареда, но не успевают, так как является Крис на самодельном пароплане и пикирует вниз. Он вызывает Фила на бой и тот принимает вызов.
Битва начинается и Фил имеет небольшой перевес, кинув Крису песок в глаза, а также взяв копьё. Но Крис вспоминает, как Лиза говорила ему о моменте, когда нужно перестать быть добрым, и становится жёстче, избивая Фила, а после связывая его. Он даёт племени свободу и отправляет двоих на берег жечь сигнальный костёр. Однако скоро те возвращаются с новостью о том, что на берегу корабль. Фил вылезает из ямы и пытается убить Криса при помощи мачете, но из кустов выбегает Шторм и ударом в челюсть отправляет Фила в нокаут.
Морской патруль с корабля спасает горе-туристов, а Крис берёт себя в руки и целует Лизу. Патруль арестовывает Шторма за мошенничество, но Крис обещает писать ему и даже прийти на свиданку. Джаред и Бренда снова вместе.
В офисе по дизайну туалетной бумаги мистер Кроуфорд предлагает Крису повышение, но тот отказывается и увольняется вместе с Лизой. Фил же в это время сидит на острове и пишет Трою письмо, где проклинает его и говорит, что ему очень тоскливо.

## В ролях
- Жан-Клод Ван Дамм — Шторм
- Адам Броди — Крис
- Роб Хюбел — Фил
- Кристен Шаал — Бренда
- Меган Бун — Лиза
- Деннис Хэйсберт — мистер Кроуфорд
- Бьянка Бри — Эшли
- Кристофер Ван Варенберг — Бретт
- Эрик Эдельштейн — Джаред
- Роберт Питерс — Дэйл
- Аарон Такахаси — Трой
- Стефани Лопес — Стефани
- Майкл Дж. Моррис — Майкл
- Томми Кавелин - Боб Крейтон
- Марк Шерман - Боб "Моряк"
- Хуан Си Дефендини - Хавьер
- Зев Глассенберг - Лютер
- Джон Пинеро - Пилот Бадди
- Брайан Тестер - Офицер Морского Патруля

## Награды
- Newport Beach Film Festival Jury Awards
  - 2013 — Лучший актёрский ансамбль